# Joseph Maran

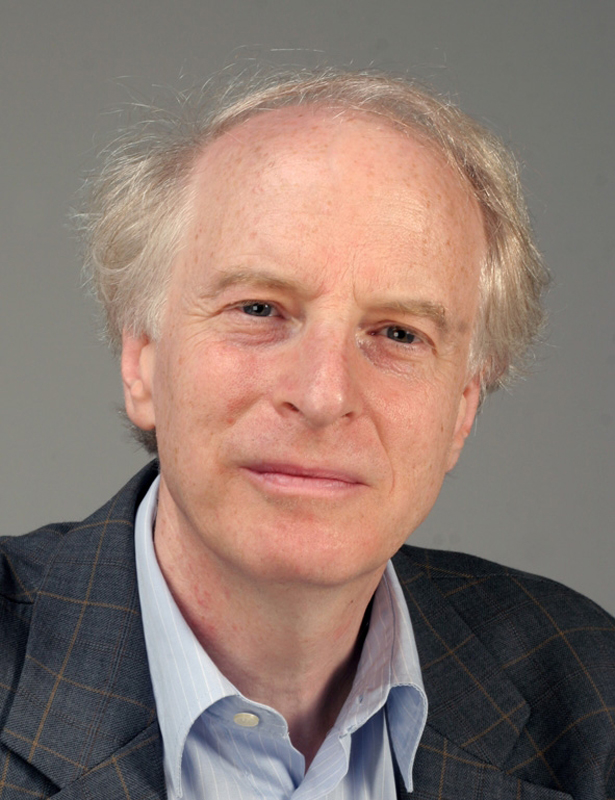
Joseph Maran (2010)

Joseph Maran (* 6. September 1957 in Frankfurt am Main) ist ein deutscher Archäologe im Bereich der Ur- und Frühgeschichte.

## Leben und Wirken
Joseph Maran studierte Ur- und Frühgeschichte und wurde 1985 an der Universität Heidelberg bei Harald Hauptmann promoviert. Er arbeitete im Anschluss an verschiedenen Forschungsprojekten in Wiesbaden, Marburg und Heidelberg. Von 1994 bis 1996 war er als Kustos der ur- und frühgeschichtlichen Sammlung an der Universität Bonn tätig, wo er 1994 auch habilitiert wurde. Seit 1996 ist Maran Professor für Ur- und Frühgeschichte an der Universität Heidelberg und Leiter des dortigen Instituts für Ur- und Frühgeschichte und Vorderasiatische Archäologie. Von 2005 bis 2015 war er Mitglied der Zentraldirektion des Deutschen Archäologischen Instituts und seit 2016 gehört er der Römisch-Germanischen Kommission an. Seit 2006 ist er ordentliches Mitglied der Heidelberger Akademie der Wissenschaften. und seit 2013 korrespondierendes Mitglied im Ausland der Österreichischen Akademie der Wissenschaften. Im Mai 2011 wurde Joseph Maran zum Ersten Direktor der Abteilung Athen des Deutschen Archäologischen Instituts gewählt, lehnte die Stelle jedoch im Frühjahr 2012 ab. Joseph Maran war von 2013 bis 2017 Co-Direktor des Exzellenzcluster „Asien und Europa im globalen Kontext“ an der Universität Heidelberg.

## Forschungsschwerpunkte
Die Forschungsschwerpunkte von Joseph Maran umfassen Fragen der kulturellen Verflechtungen des 2. Jahrtausends v. Chr. im Ostmittelmeerraum, der Verbindung zwischen Architektur, Ideologie und sozialer Praxis in frühen Gesellschaften, sowie der Wirkung von technologischen Innovationen auf Gesellschaften Europas und Vorderasiens im 4. und 3. Jahrtausend v. Chr. Maran leitet seit 1994 im Auftrag des Deutschen Archäologischen Instituts und in Zusammenarbeit mit dem griechischen Antikendienst die Ausgrabungen am mykenischen Palastzentrum von Tiryns (Argolis, Südgriechenland). Weitere Projekte beschäftigten sich mit Untersuchungen zur Keramikproduktion und -distribution bronzezeitlicher Siedlungen Griechenlands und der Ägais mit Hilfe der Neutronenaktivierungsanalyse sowie der Siedlungsgeschichte und Landschaftsentwicklung in der Ebene von Phlious (Korinthia, Südgriechenland).

## Veröffentlichungen (Auswahl)
Monographien
- Die deutschen Ausgrabungen auf der Pevkakia-Magula in Thessalien III. Die mittlere Bronzezeit. (= Beiträge zur ur- und frühgeschichtlichen Archäologie des Mittelmeer-Kulturraumes 30 und 31). Habelt, Bonn 1992 (Dissertation).
- Kiapha Thiti. Ergebnisse der Ausgrabungen II, 2 (2. Jt. v. Chr.: Keramik und Kleinfunde) (= Marburger Winckelmann-Programm 1990). Marburg 1992.
- Kulturwandel auf dem griechischen Festland und den Kykladen im späten 3. Jahrtausend v. Chr. Studien zu den kulturellen Verhältnissen in Südosteuropa und dem zentralen sowie östlichen Mittelmeerraum in der späten Kupfer- und frühen Bronzezeit (= Universitätsforschungen zur Prähistorischen Archäologie 53). Habelt, Bonn, 1998 (Habilitationsschrift).

Herausgegebene Bücher
- mit Rainer Maria Boehmer: Lux Orientis. Archäologie zwischen Asien und Europa. Festschrift für Harald Hauptmann zum 65. Geburtstag (= Internationale Archäologie. Studia Honoraria 12). Rahden/Westf. 2001
- mit Carsten Juwig, Hermann Schwengel und Ulrich Thaler: Constructing Power. Architecture, Ideology and Social Practice (= Geschichte, Forschung und Wissenschaft 19). LIT-Verlag, 2006
- mit Philipp W. Stockhammer: Materiality and Social Practice. Transformative Capacities of Intercultural Encounters. Papers of the Conference, Heidelberg, 25-27 March 2010. Oxbowbooks, Oxford 2012